# Nhện cắn
Nhện cắn (tiếng Anh: Spider bite hoặc là arachnidism là một chấn thương do vết cắn của nhện. Ảnh hưởng của hầu hết các vết cắn là không nghiêm trọng. Hầu hết các vết cắn dẫn đến các triệu chứng nhẹ xung quanh khu vực vết cắn. Hiếm khi nhện có thể tạo ra vết thương hoại tử da hoặc đau dữ dội.:455
Hầu hết các con nhện không gây ra vết cắn có mức độ nguy hiểm. Các vết cắn từ nhện góa phụ liên quan đến nọc độc thần kinh tạo ra một tình trạng gọi là latrodectism (trúng nọc độc nhện latrodectus). Các triệu chứng có thể bao gồm: có thể đau ở vết cắn hoặc liên quan đến ngực và bụng, đổ mồ hôi, chuột rút cơ bắp và nôn mửa trong một số trường hợp. Các vết cắn từ nhện Loxosceles gây ra tình trạng loxoscelism (trúng nọc nhện loxosceles reclusa), trong đó hoại tử cục bộ của da xung quanh và sự phá vỡ rộng rãi của các tế bào hồng cầu có thể xảy ra. Nhức đầu, nôn mửa và sốt nhẹ cũng có thể xảy ra. Những con nhện khác có thể gây ra vết cắn đáng kể bao gồm: nhện mạng phễu Úc và nhện lang thang Nam Mỹ.
Những nỗ lực để ngăn chặn bị nhện cắn bao gồm dọn dẹp đống bừa bộn và sử dụng thuốc trừ côn trùng. Hầu hết các vết cắn của nhện được chăm sóc hỗ trợ bởi thuốc chống viêm không steroid (bao gồm cả ibuprofen) để giảm đau và kháng histamine cho bệnh ngứa. Opioids có thể được sử dụng nếu cơn đau nghiêm trọng. Mặc dù một loại thuốc chống siêu vi tồn tại cho nọc độc của góa phụ đen, nó có liên quan đến sốc phản vệ và do đó không được sử dụng phổ biến ở Hoa Kỳ. Antivenom chống nọc độc mạng nhện phễu cũng có kết quả cải thiện. Phẫu thuật có thể được yêu cầu để tái tạo vùng da bị thương từ một số vết cắn từ nhện Loxosceles.
Nhện cắn có thể bị chẩn đoán cách nghiêm trọng hóa hoặc chẩn đoán sai. Trong nhiều báo cáo về vết cắn của nhện, không rõ liệu vết cắn của nhện có thực sự có hay không. Trong lịch sử, một số dấu hiệu được cho là do nhện cắn. Vào thời trung cổ, một dấu hiệu được cho là phát sinh từ vết cắn của nhện là sự mất kiểm soát, khiến con người nhảy múa điên cuồng. Trong khi hoại tử đã được quy cho vết cắn của một số loài nhện, bằng chứng chỉ chứng minh nếu đó là vết cắn của nhện Loxosceles thì mới gây nên trường hợp trên.